# Phanh xe

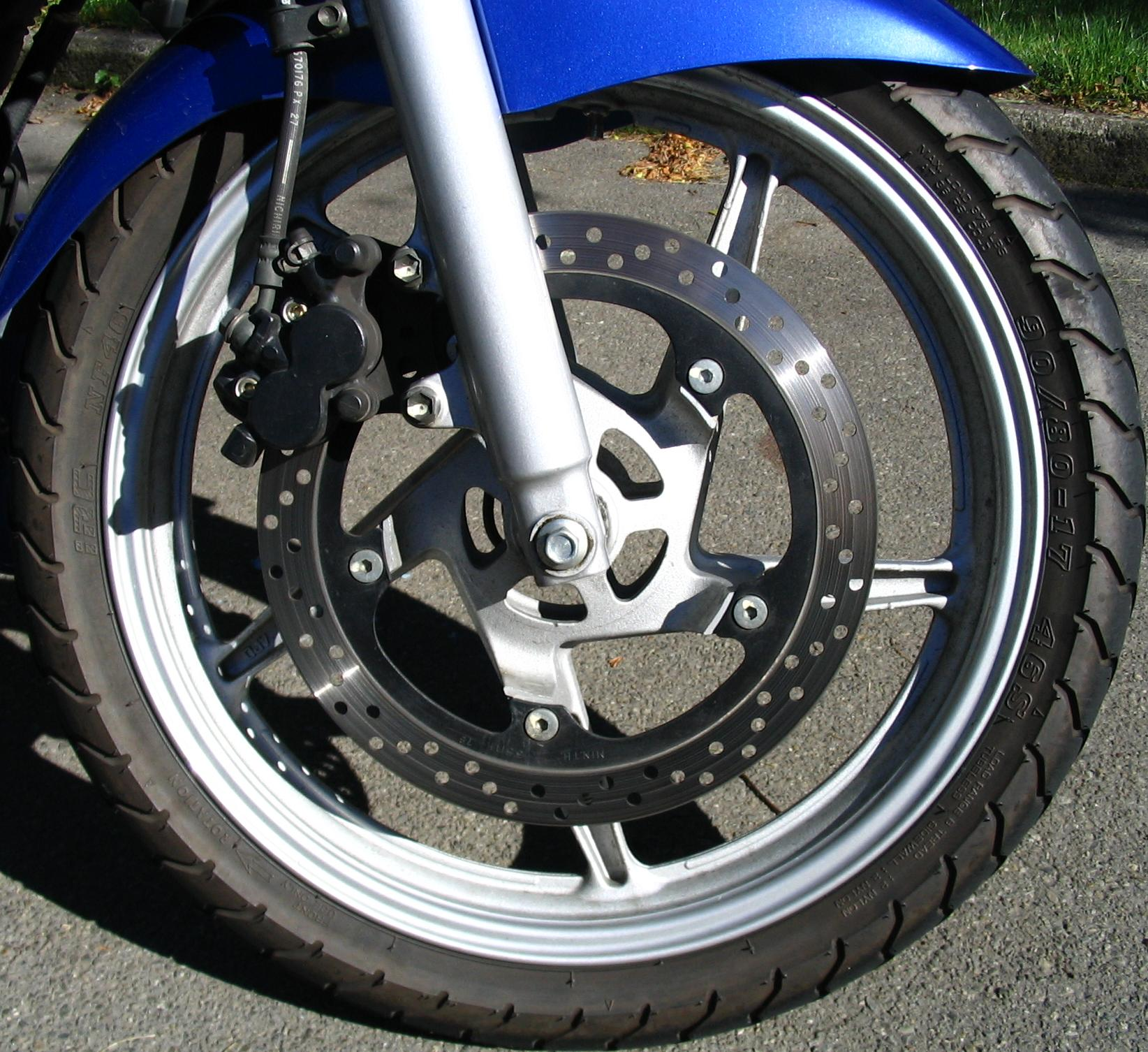
Thắng đĩa ở xe máy.

Thắng (phương ngữ miền Nam) hay phanh ( từ tiếng Pháp frein) là một thiết bị cơ học làm giảm chuyển động. Cách gọi khác là Hãm hay bộ giảm tốc. Bộ phận có tác dụng ngược với thắng là bộ ly hợp.
Hầu hết những loại thắng dùng ma sát để chuyển động năng thành nhiệt năng mặc dù có những phương pháp chuyển đổi năng lượng khác cũng được dùng. Chẳng hạn thắng hoàn nhiệt chuyển đổi năng lượng sang điện năng được tích trữ để dùng sau này. Những phương pháp khác chuyển đổi động năng thành thế năng dưới dạng khí ép hoặc dầu ép. Bộ hãm dùng dòng Foucault dùng từ trường để chuyển động năng thành dòng điện trong đĩa thắng rổi chuyển thành nhiệt. Cũng có những phương pháp thắng khác như chuyển động năng thành nhiều dạng năng lượng khác như dùng năng lượng này để làm quay bánh trớn.
Bộ thắng hoạt động bằng cách tạo ma sát với trục quay hoặc bánh nhưng cũng có thể bằng cách khác như dùng tác dụng chuyển động của chất lỏng. Nhiều phương tiện sử dụng sự kết hợp giữa nhiều nguyên lý thắng chẳng hạn như giảm tốc xe đua hoặc máy bay bằng cả thắng bánh và dù cản gió để lợi dụng sức cản của không khí khi hạ cánh.
Vì động năng tỉ lệ thuận với bình phương vận tốc ({\displaystyle K=mv^{2}/2}), một vật chuyển động ở vận tốc 10 m/s có động năng 100 lần so với một vật có cùng khối lượng với vận tốc 1 m/s và do đó đường thắng có đồ dài gấp 100 lần. Thực tế, những phương tiện cao tốc thường có lực cản không khí đáng kể và năng lượng tan vào không khí tăng nhanh khi vận tốc tăng.